# Sundamys maxi
Sundamys maxi är en däggdjursart som först beskrevs av Henri Jacob Victor Sody 1932.  Sundamys maxi ingår i släktet Sundamys och familjen råttdjur. IUCN kategoriserar arten globalt som starkt hotad. Inga underarter finns listade i Catalogue of Life.
Arten är bara känd från en mindre region på västra Java. Den lever i kulliga områden och i bergstrakter mellan 900 och 1350 meter över havet. Habitatet utgörs främst av tropiska städsegröna skogar.